# Agus Hariyanto
Agus Hariyanto (chinesisch 林光毅; * 17. August 1976 in Indonesien) ist ein Badmintonspieler aus Hongkong indonesischer Herkunft.

## Karriere
Agus Hariyanto wurde 1999 bei den Hong Kong Open Dritter und ein Jahr später Zweiter bei den German Open. Bei der Weltmeisterschaft 2001 schied er im Viertelfinale aus. Zwei Jahre später gewann er Bronze bei der Asienmeisterschaft.

## Sportliche Erfolge
| Saison    | Veranstaltung      | Disziplin    | Platz | Name                    |
| --------- | ------------------ | ------------ | ----- | ----------------------- |
| 1999      | Hong Kong Open     | Herreneinzel | 3     | Agus Hariyanto          |
| 1999/2000 | German Open        | Herreneinzel | 2     | Agus Hariyanto          |
| 2000      | Indonesia Open     | Herreneinzel | 5     | Agus Hariyanto          |
| 2001      | Indonesia Open     | Herreneinzel | 5     | Agus Hariyanto          |
| 2001      | Weltmeisterschaft  | Herreneinzel | 5     | Agus Hariyanto          |
| 2001      | Hong Kong Open     | Herrendoppel | 3     | Ng Wei / Agus Hariyanto |
| 2003      | Asienmeisterschaft | Herreneinzel | 3     | Agus Hariyanto          |
| 2003      | China Open         | Herreneinzel | 5     | Agus Hariyanto          |